# Майен (город)
Майен (нем. Mayen) — город в Германии, в земле Рейнланд-Пфальц. 
Входит в состав района Майен-Кобленц.  Население составляет 18 627 человек (на 31 декабря 2010 года). Занимает площадь 58,04 км². Официальный код  —  07 1 37 068.

## Достопримечательности

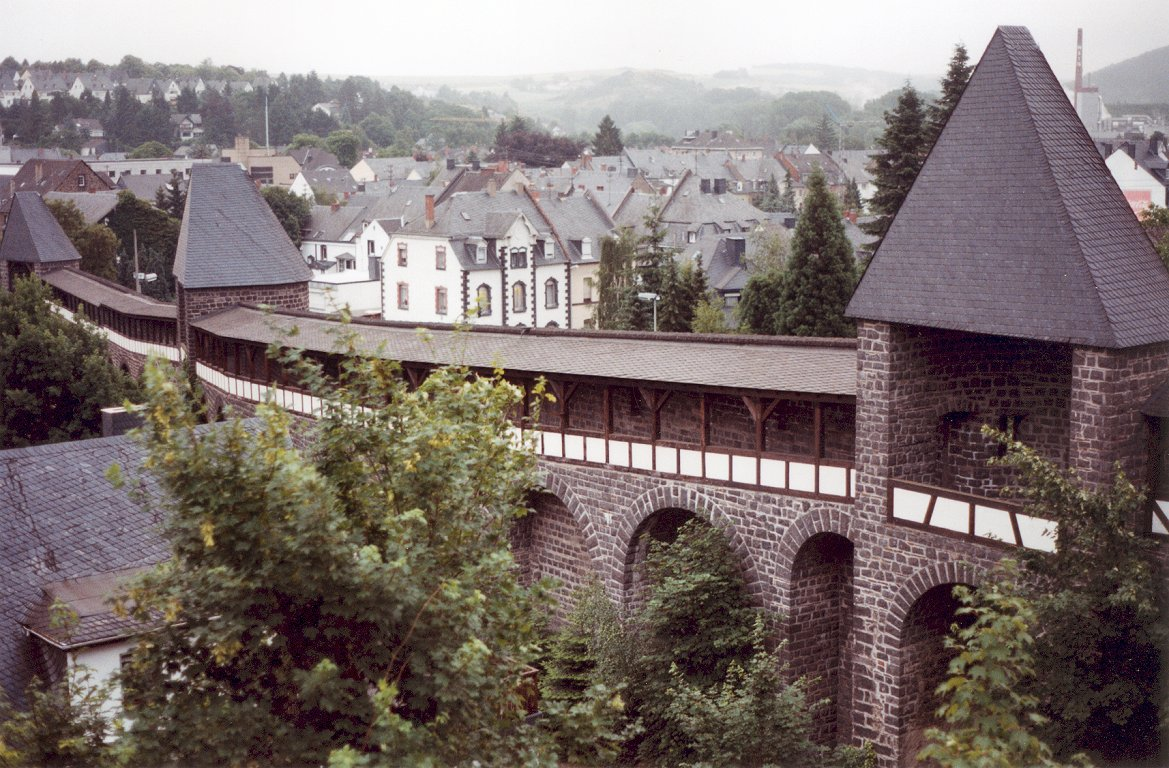
Майен

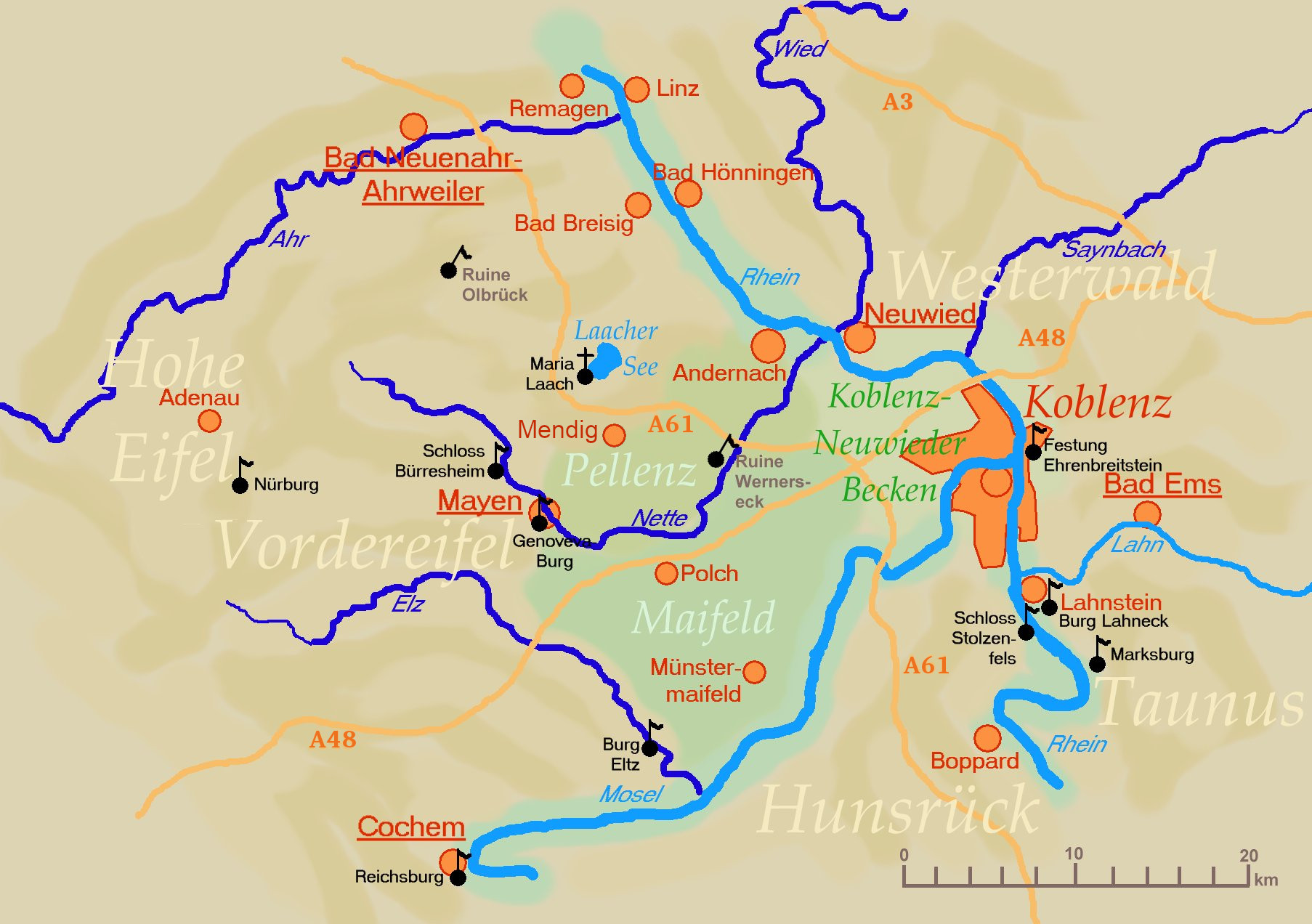
Майен

- Замок Геновевабург